# فرخنده بال‌زرد
فرخنده بال‌زرد (نام علمی: Thraupis abbas) نام یک گونه از خانواده فرخنده است.